# نات براون
نات براون (بالإنجليزية: Nat Brown)‏ (15 يونيو 1981 بشفيلد في المملكة المتحدة - ) هو لاعب كرة قدم بريطاني في مركز الدفاع. لعب مع ماكليسفيلد تاون ونادي ريكسهام ونادي هاروجيت تاون وهدرسفيلد تاون ولينكولن سيتي أف سي وإف سي هاليفاكس تاون.

## وصلات خارجية
- نات براون على موقع قاعدة بيانات كرة القدم.إي يو (الإنجليزية)
- نات براون على موقع Soccerbase.com (لاعب) (الإنجليزية)